# Dekanat krakowsko-gorlicki
Dekanat krakowsko-gorlicki składa się z 17 parafii archieparchii przemysko-warszawskiej Kościoła Greckokatolickiego w Polsce.

## Parafie
- Parafia Opieki Przenajświętszej Bogurodzicy w Bielance
- Parafia św. Cyryla i Metodego w Bielsku-Białej
- Parafia Wniebowstąpienia Pańskiego w Gładyszowie
- Parafia Przemienienia Pańskiego w Gorlicach
  - Cerkiew parafialna – Przemienienia Pańskiego
- Parafia Podwyższenia Krzyża Świętego w Krakowie
  - Cerkiew parafialna – Podwyższenia Krzyża Świętego
- Parafia Świętych Apostołów Piotra i Pawła w Krynicy-Zdroju
  - Cerkiew parafialna – Świętych Apostołów Piotra i Pawła
- Parafia Narodzenia Najświętszej Marii Panny w Łosiu
- Parafia św. Paraskewi w Nowicy
- Parafia św. Włodzimierza i Olgi w Nowym Sączu
  - Cerkiew parafialna – św. Dymitra
- Parafia Opieki Matki Boskiej w Owczarach
- Parafia św. Paraskewii w Pętnej
- Parafia św. Archanioła Michała w Przysłupie
- Parafia Narodzenia Przenajświętszej Bogurodzicy w Rozdzielu
- Parafia św. Dymitra w Śnietnicy
  - Cerkiew parafialna – św. Dymitra
- Parafia greckokatolicka Zwiastowania Najświętszej Maryi Panny w Tarnowie
- Parafia św. Paraskewi w Uściu Gorlickim
  - Cerkiew parafialna – św. Paraskewy
- Parafia św. Archanioła Michała w Wysowej-Zdroju